# Сломище
Сло́мище (бел. Сло́мішча) — деревня в составе Станьковского сельсовета Дзержинского района Минской области Беларуси. Деревня расположена в 14 километрах от Дзержинска, 40 километрах от Минска и 12 километрах от железнодорожной станции Койданово.

## История
В конце XVIII века образована как деревня в Минском повете Минского воеводства ВКЛ, владение Радзивиллов. После второго раздела Речи Посполитой (1793 год) в составе Российской империи. В 1800 году — 4 двора, 20 жителей, собственность князя Доминика Радивила, в Минском уезде. В середине XIX века в составе поместья Станьково и Станьковской сельской общине, принадлежала графу Э.Чапскому, 15 ревизских душ (1858 год). В 1897 году — 10 дворов, 74 жителя, в 1917 году — 20 дворов, 118 жителей. С 9 марта 1918 года в составе провозглашённой Белорусской Народной Республики, однако фактически находилась под контролем германской военной администрации. С 1 января 1919 года в составе Советской Социалистической Республики Белоруссия, а с 27 февраля того же года в составе Литовско-Белорусской ССР, летом 1919 года деревня была занята польскими войсками, после подписания рижского мира — в составе Белорусской ССР.
С 20 августа 1924 года — деревня в Станьковском сельсовете Койдановского района Минского округа. С 29 июня 1932 года в Дзержинском районе, с 31 июля 1937 года — в Минском, с 4 февраля 1939 года вновь в Дзержинском районе, с 20 февраля 1938 года — в Минской области. 
В Великую Отечественную войну с 28 июня 1941 года до 7 июля 1944 года под немецко-фашистской оккупацией. Во время войны на фронте погибли 12 жителей деревни. В 1960 году — 107 жителей, в 1991 году — 20 хозяйств, 56 жителей; входила в колхоз имени Ленина. По состоянию на 2009 год в составе агрокомбината «Дзержинский».

## Население
| Численность населения (по годам) | Численность населения (по годам) | Численность населения (по годам) | Численность населения (по годам) | Численность населения (по годам) | Численность населения (по годам) | Численность населения (по годам) | Численность населения (по годам) |
| 1800                             | 1897                             | 1917                             | 1960                             | 1991                             | 1999                             | 2004                             | 2010                             |
| -------------------------------- | -------------------------------- | -------------------------------- | -------------------------------- | -------------------------------- | -------------------------------- | -------------------------------- | -------------------------------- |
| 20                               | ↗24                              | ↗118                             | ↘107                             | ↘56                              | ↘40                              | →40                              | ↘24                              |
| 2017                             | 2018                             | 2020                             |                                  |                                  |                                  |                                  |                                  |
| ↗29                              | ↘27                              | ↘25                              |                                  |                                  |                                  |                                  |                                  |

## Известные уроженцы
- Иван Николаевич Лебедевич — советский военный, государственный и политический деятель, генерал-лейтенант.